# Chris Clayton
Christopher Robert Ian „Chris“ Clayton (* 1948) ist ein britischer Bauingenieur in der Geotechnik. Er ist Professor für Infrastructure Engineering an der University of Southampton.
Clayton arbeitete nach dem Bachelor-Abschluss als Bauingenieur in einem Ingenieurlabor für Geotechnik. 1972 ließ er sich ein Jahr beurlauben um seinen Master-Abschluss am Imperial College London zu erwerben, begann wissenschaftlich zu veröffentlichen und wurde 1978 an der University of Surrey promoviert über Kalkgestein als Füllmaterial (Chalk as Fill). Damals war er bei Surrey Geotechnical Consultants. Danach war er dort Lecturer, wurde 1992 Professor und war ab 1999 Professor in Southampton.
Er veröffentlichte zu verschiedenen praktischen Problemen der Geotechnik aus der Ingenieurspraxis wie Bodenuntersuchung im Gelände (auch seismische Methoden, Überwachung mit Sensoren), Geotechnik von Kreide-Gestein, Methanhydrat in Meeresböden und Spannungs-Dehnungsverhalten von Bodenmaterialien wie Kreide und Ton (verbreiteten Materialien in seinem Hauptarbeitsgebiet Südengland) bei kleinen Deformationen und Ermittlung von Elastizitätsmoduln.
2010  war er Rankine Lecturer (Stiffness at small strain – research and practice) und 2006 Jennings Lecturer des Institute of Civil Engineers in Südafrika. 2009 bis 2011 war er Herausgeber von Geotechnique, 1993 bis 1996 der Proceedings ICE Geotechnical Engineering und 1997 bis 2000 des Quarterly Journal of Engineering Geology and Hydrogeology.
1994 war er im Untersuchungsausschuss für den Zusammensturz des Heathrow-Tunnels. Der Tunnel für die in Bau befindliche Express-Zugverbindung zum Flughafen stürzte am frühen Morgen des 21. Oktober 1994 ein, was zu einem großen Krater führte und zum Einsturz von Häusern, es wurde aber aufgrund glücklicher Umstände niemand getötet. Baufirma und Ingenieurbüro wurden im anschließenden Gerichtsprozess zu 1,2 Millionen Pfund Strafe verurteilt.

## Schriften
- mit M. C. Matthews, N. E. Simons: Site Investigation. A handbook for engineers, Oxford: Blackwell 1995
- mit D. M. Smith: Effective Site Investigation,  Site Investigation Steering Group, London: Institution of Civil Engineers 2013
- The standard penetration test (SPT): methods and use, Construction Industry Research and Information Association (CIRIA), 1995
- mit I. F. Symons, P. Darley, J. V. Krawczyk: Earth pressures against an experimental retaining wall backfilled with heavy clay, Transport Research Laboratory Research Report 192, Wokingham 1989
- Herausgeber: Retaining Structures: Proceedings of the Retaining Structures Conference held at Robinson College, Cambridge, July 1992, London: Thomas Telford, 1993
- mit J. F. Uff: Recommendations for the procurement of ground investigation, CIRIA Special Publications 46, 1986
- Earth pressure and Earth-retaining Structures, Taylor and Francis 1986
- Managing Geotechnical Risk: improving productivity in UK building and construction, Institution of Civil Engineers, Thomas Telford 2001
- mit J. A. Lord, R. N. Mortimore: Engineering in chalk, CIRIA 2002
- mit G. Heymann: Stiffness of geomaterials at very small strains, Geotechnique, Band 51, 2001, S. 245–255, Abstract